# Льоз ан Ено
Льоз ан Ено (на френски: Leuze-en-Hainaut) е град в Югозападна Белгия, окръг Турне на провинция Ено. Населението му е около 13 200 души (2006).